# 南桥镇 (奉贤区)
南桥镇，是中华人民共和国上海市奉贤区下辖的一个乡镇级行政单位。为上海市奉贤区人民政府驻地。辖境内有一座上海知名的仿古园林——古华园。2008年户籍人口28万人。
南橋鎮境內的曹氏庭院有一顆大約種植於同治年間的臘梅。該臘梅可能由同治年間的举人曹宗鼐所植。。1996年，奉贤南桥开始旧城改造，这株臘梅被划入动迁范围之内。在曹家人和人大代表、政协委员的共同呼吁下，政府将腊梅周围一百平方米区域划为保护区。上海市綠化管理局将其列为上海古树名木之最，人稱“江南第一梅”，並在當地設立「古樹名木保護牌」。

## 行政区划
南桥镇下辖39个居委会，11个村委会：
沈陆村村委会、江海村村委会、六墩村村委会、张翁庙村村委会、华严村村委会、古华第一居委会、古华第二居委会、古华第三居委会、运河居委会、解放第一居委会、解放第二居委会、解放第三居委会、北街居委会、中街居委会、曙光第一居委会、贝港第一居委会、贝港第二居委会、贝港第三居委会、贝港第四居委会、贝港第五居委会、曙光第二社区居委会、贝港第六社区居委会、民旺苑第一社区居委会、育秀第一居委会、育秀第二居委会、育秀第三居委会、育秀第五居委会、育秀第七居委会、南街居委会、江海第一居委会、江海第二居委会、江海第三居委会、江海第四居委会、江海第五居委会、阳光第一社区居委会、富康社区居委会、正阳第一社区居委会、阳光第二社区居委会、正阳第二社区居委会、正阳第三社区居委会、阳光第三社区居委会、朝阳居委会、曙光村村委会、庙泾村村委会、光明村村委会、杨王村村委会。

## 远期展望
“十二五”期间，规划建设南桥新城，南桥新城位置坐落在原南桥老城区的东北部。